# 我愛雨夜花
《我愛雨夜花》（英語：I Love Rainy Night Flower），這首歌是S.H.E出道以來第一次演唱的新派「台語歌」，也是S.H.E第一首台語歌，這首歌是拼貼了經典台語老歌「雨夜花」，再加上嘻哈的元素、Rap，以及豐富合音的歌曲，也讓首度在專輯裡演繹台語歌的S.H.E感受到台灣純樸的原鄉情懷與孺慕親情。

## 音樂錄影帶
| 歌名                 | 執導   | 首播日期    | 附註 |
| -------------------- | ------ | ----------- | ---- |
| 我愛雨夜花（官方MV） | 黃中平 | 2010年3月25 |      |

## 歌曲排序
| 上一首歌： 如果你是女孩 | 我愛雨夜花 | 我愛雨夜花 | 下一首歌： 兩個人的荒島 |

## 外部連結
- 我愛雨夜花MV （页面存档备份，存于）